# Ma Guoliang
Dans ce nom, le nom de famille, Ma, précède le nom personnel.
Ma Guoliang (chinois simplifié : 马国良 ; chinois traditionnel : 馬國良 ; pinyin : Mǎ Guóliáng ; Wade : Ma Kuo-liang), né dans le xian de Linxia (Gansu), est un général Hui musulman de la dynastie Qing. Il fait partie de la conférie Naqshbandiyya et de la clique des Ma. Il est le fils du général Ma Zhan'ao, le petit frère du général Ma Anliang (en) et le grand frère du général Ma Suiliang (馬遂良). Avec Ma Anliang, il participe à la répression des rebelles musulmans durant la révolte des Dounganes de 1895-1896 en les repoussant du col de Jishi. Il a deux fils : Ma Tingbin (馬廷斌), aussi appelé Ma Quanqin (zh), et Ma Jieqin.
En 1917, Ma Aliang ordonne à Ma Guoliang de réprimer une rébellion de Tibétains à Xunhua qui se soulèvent en raison de taxes imposées par Ma Anliang. Ma Anliang est réprimandé pour ne pas avoir signalé l'événement au gouvernement central de Pékin, et Ma Qi est envoyé par le gouvernement pour enquêter sur l'affaire et endiguer la rébellion.
Plus tard, Ma Quanqin, le fils de Ma Guoliang, fait défection pour rejoindre le Parti communiste en 1949.